# تالگو (شهر اتریش)
تالگو (به آلمانی: Thalgau) یک منطقهٔ مسکونی در اتریش است که در ناحیه زالتسبورگ-اومگه‌بونگ واقع شده‌است. تالگو ۴۸٫۱۷ کیلومتر مربع مساحت دارد ۵۴۵ متر بالاتر از سطح دریا واقع شده‌است.

## خواهرخوانده
شهر نوی-آن‌اشپاخ خواهرخواندهٔ تالگو (شهر اتریش) هست.